# Cavid Çələbiyev
Cavid Namiq oğlu Çələbiyev (international auch Cavid Chelebiyev; * 17. Mai 1992 in Baku) ist ein ehemaliger aserbaidschanischer Boxer.

## Boxkarriere
Çələbiyev wurde 2012 nationaler Meister im Fliegengewicht und gewann im Bantamgewicht noch Bronze bei der U22-Europameisterschaft 2012 in Kaliningrad und Silber bei den World University Championships 2012 in Baku.
Sein größter Erfolg war der Gewinn der Goldmedaille bei der Weltmeisterschaft 2013 in Almaty, wobei er unter anderem Njambajaryn Tögstsogt, Benson Gicharu, Shiva Thapa, Qairat Jeralijew und Wladimir Nikitin besiegen konnte. 2016 gewann er im Bantamgewicht mit Siegen gegen Veaceslav Gojan, Stefan Iwanow, Aram Awagjan und Qais Ashfaq die europäische Olympiaqualifikation in Samsun und startete daraufhin bei den Olympischen Spielen 2016 in Rio de Janeiro, wo er in der Vorrunde knapp mit 1:2 gegen Qairat Jeralijew ausschied.
2017, 2018 und 2019 wurde er jeweils nationaler Meister im Leichtgewicht, unterlag bei der Europameisterschaft 2017 in Charkiw im Achtelfinale mit 2:3 gegen Sofiane Oumiha und gewann die Islamic Solidarity Games 2017 in Baku. Darüber hinaus startete er bei den Europaspielen 2019 in Minsk, wo er im Viertelfinale mit 2:3 gegen Otar Eranossian ausschied.
2020 wurde er nationaler Meister im Halbweltergewicht und qualifizierte sich bei der europäischen Olympiaqualifikation 2020 in London mit Siegen gegen Kiril Rusinow und George Bates für die 2021 in Tokio ausgetragenen Olympischen Spiele 2020, wo er nach einem Sieg gegen Jaroslaw Chartsyz und einer Niederlage im Achtelfinale gegen Howhannes Batschkow einen neunten Platz erreichte.